# École supérieure des techniques aéronautiques et de construction automobile
École supérieure des techniques aéronautiques et de construction automobile (ESTACA) és un col·legi d'enginyers francès creat el 1925.
ESTACA és una escola privada que forma enginyers especialitzats en els camps del transport. A més de les seves activitats formatives, l'escola també desenvolupa recerca aplicada en els sectors de l'aeronàutica, l'automoció, l'espai, el transport guiat i el naval.
Situat a Montigny-le-Bretonneux i Laval, l'escola està reconeguda per l'Estat. El 25 de setembre de 2012 es va incorporar al Groupe ISAE.

## Graduats famosos
- Jean-Pierre Beltoise, un pilot de Fórmula 1 francès